# پیام (فیلم ۲۰۰۹)
«پیام» (انگلیسی: The Message (2009 film)) یک فیلم است که در سال ۲۰۰۹ منتشر شد. از بازیگران آن می‌توان به لی بینگ‌بینگ اشاره کرد.